# 布延
布延（1554年—1604年），尊号彻辰汗，蒙古大汗，察哈尔部第四任统治者。明朝史料稱之為卜言台周、不燕台吉、卜彦伯、卜言台住、不彦七庆台吉，台周（台吉）为蒙古贵族称号。
布延是扎萨克图图们汗的长子，从1574年开始，他作为太子，就和察哈尔的黑石炭、内喀尔喀的速把亥、炒花、朵颜-兀良哈（乌济叶特）的董狐狸，多次攻打明朝蓟镇、辽东。被明朝辽东总兵李成梁击败。1592年继位。驻牧察哈尔万户，在西拉木伦河流域游牧。在他统治期间，蒙古汗国再次进入混乱，大汗只是名义上的诸部领袖。他获得了脱脱不花时代遗失的金印传国玺，证明自己是蒙古的最高统治者，但其他诸部对他只是一笑了之。彻辰汗布延死的时候，长子莽和克早已去世，由其孙、莽和克之子林丹汗继位。

## 延伸阅读
[在维基数据编辑]